# Divisione di Pune

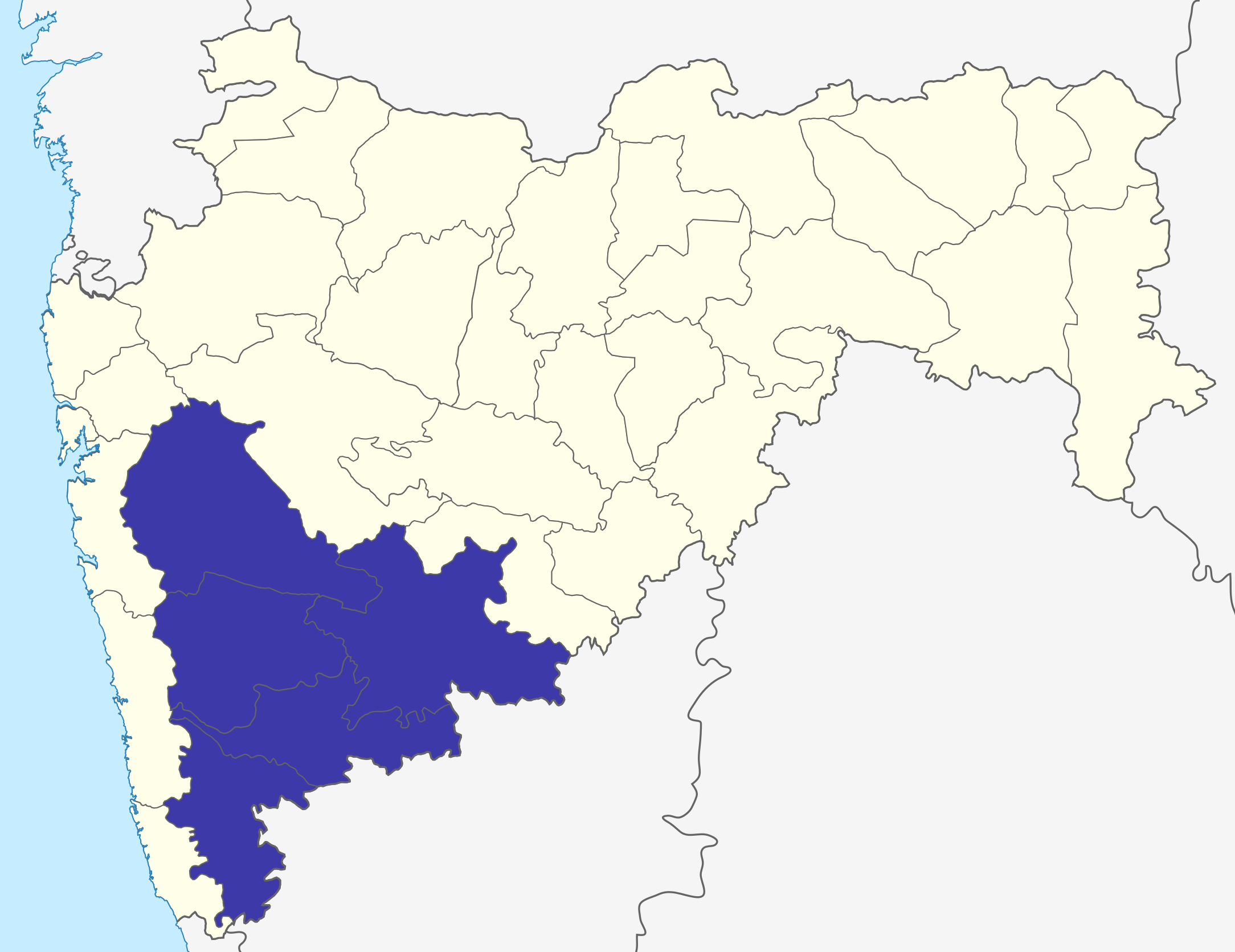
divisione

La divisione di Pune è una divisione dello stato federato indiano di Maharashtra, di 19 973 761 abitanti. Il suo capoluogo è Pune.
La divisione di Pune comprende i distretti di Kolhapur, Pune, Sangli, Satara e Solapur.